# 1521 Seinäjoki
1521 Seinäjoki là một tiểu hành tinh vành đai chính với chu kỳ quỹ đạo là 1755.3497820 ngày (4.81 năm).
Nó được phát hiện 22 tháng 10 năm 1938.